# NetworkManager
在電腦運算中，NetworkManager軟體工具的目標是降低在Linux與其他类Unix操作系统上的计算机网络使用難度。它可以協助使用者在無線網路間漫遊時管理要使用的網路。

## 歷史
紅帽公司在2004年發起了NetworkManager專案，其目標是讓Linux使用者能夠更容易的處理現代的網路需求，特別是無線網路。NetworkManager以一些取巧的方法來選取網路，嘗試在連線中斷或是使用者在不同的無線網路間漫遊時使用最佳的可用連線。相較“已知的”無線網路，它會使用以太网進行連線，且會在同時有SSID與從未連線過的無線網路間選擇有SSID的。使用者會被提示該無線網路是使用WEP或WPA做為金鑰加密。
NetworkManager專案是第一個在Linux桌面上廣泛使用D-Bus與HAL的組件。但自2009年6月起，NetworkManager已不再依賴於HAL。而自0.9.10 (2014年起)開始，NetworkManager也不再需要D-Bus守護行程來執行根使用者操作。

## 軟體架構
NetworkManager有兩個組成部份：
1. NetworkManager守护进程，其為實際管理連線並回報網路狀態及變更的軟體
2. 多種不同外觀的圖形前端，包含了GNOME Shell、GNOME Panel、KDE Plasma Workspaces、Cinnamon等等。

這兩個組成部份的目的是讓開發者有合理的可移植性，而小工具在多種桌面环境都可用，均實作了Freedesktop.org的系統匣協定，包含了GNOME、KDE Plasma Workspaces、Enlightenment及Xfce。作為透過D-Bus溝通的組件之一，應用程式可被編寫為“連結感知”，或是完全取代已提供的小工具。其中一個例子為KNetworkManager，其為一個KDE的NetworkManager前端，由Novell公司開發給SUSE Linux所使用。

### 圖形化前端及命令列介面

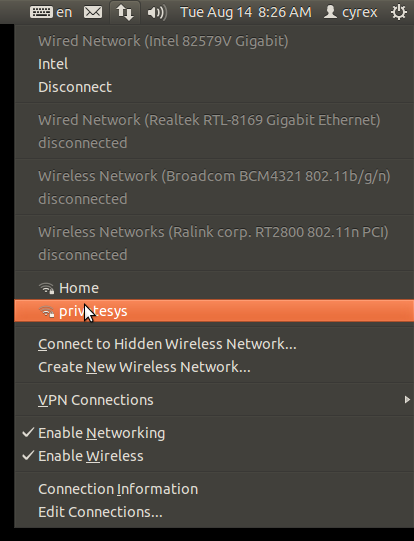
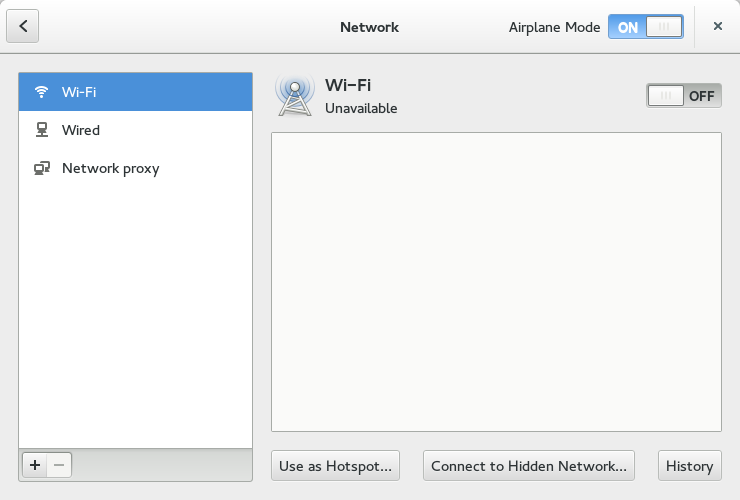

- NetworkManagement：KDE SC 4的NetworkManager前端，plasma控件前端[3]。

- KNetworkManager：由Novell所開發的KDE 3前端。

- nm-applet：GNOME的NetworkManager小工具。

- nmcli：內建的命令行界面（於2010年加入）[4]

- nmtui：內建的文字介面（英语：text-based user interface）；其並不完整。

- cnetworkmanager：NetworkManager的命令行界面[5]。

### 行動寬頻設定助手
Antti Kaijanmäki在2008年4月公佈了NetworkManager行動寬頻設定助手的開發；它在NetworkManager 0.7.0版本中提供。也包括了行動寬頻提供者的資訊以方便設定。

## 外部連結
- NetworkManager首頁（页面存档备份，存于）
- 服務提供者資料庫（页面存档备份，存于）
- NetworkManager 在 freedesktop.org 上的頁面（页面存档备份，存于）
- 在freebsd-gnome郵件列表上的NetworkManager狀態（页面存档备份，存于）
- 由WaybackMachine所留存的在redhat.com上的原始NetworkManager頁面
- 介紹NetworkManager
- NetworkManager的首次發佈公告（页面存档备份，存于）
- 如何以NetworkManager使用WiFi介面（页面存档备份，存于）